# 台北南港展覽館1館

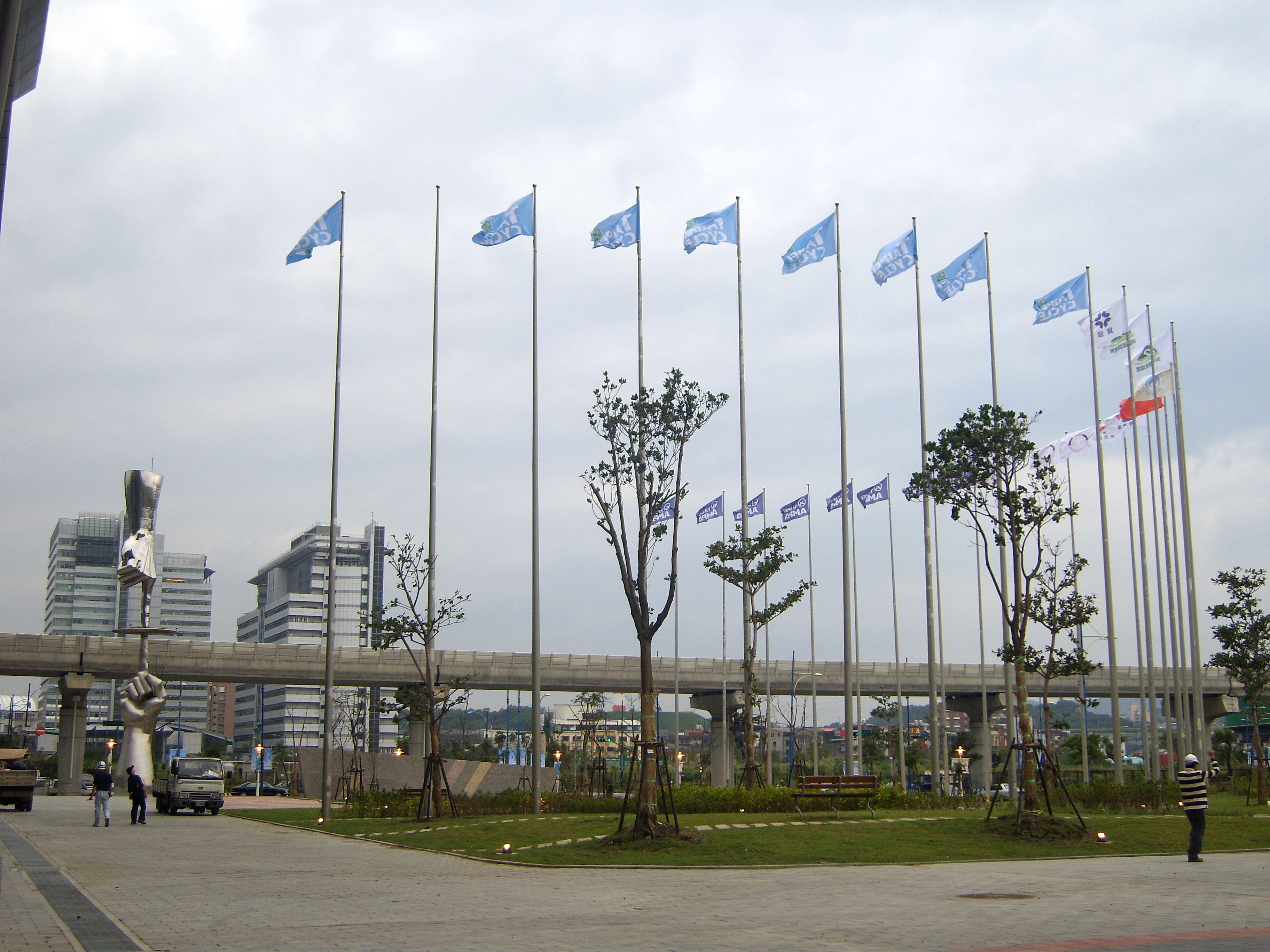
台北南港展覽館1館經貿廣場

台北南港展覽館1館（英語：Taipei Nangang Exhibition Center, Hall 1，英語縮寫：TaiNEX，簡稱：南港展覽館，舊稱：台北世界貿易中心南港展覽館），是位於臺灣臺北市南港區的一座多用途展覽設施，位於經貿二路1號，為臺灣最大的展覽暨會議中心。2003年6月行政院核定興建，2007年12月24日完工。2008年3月13日隨臺北國際自行車展覽會展出啟用。中華民國對外貿易發展協會（外貿協會）接受中華民國經濟部委託營運，專責推動各項開辦業務。經濟部利用南港國小舊校地擴建台北南港展覽館2館，已於2019年3月啟用，現行兩展館攤位數已達5,000個。

## 展館硬體設施及功能

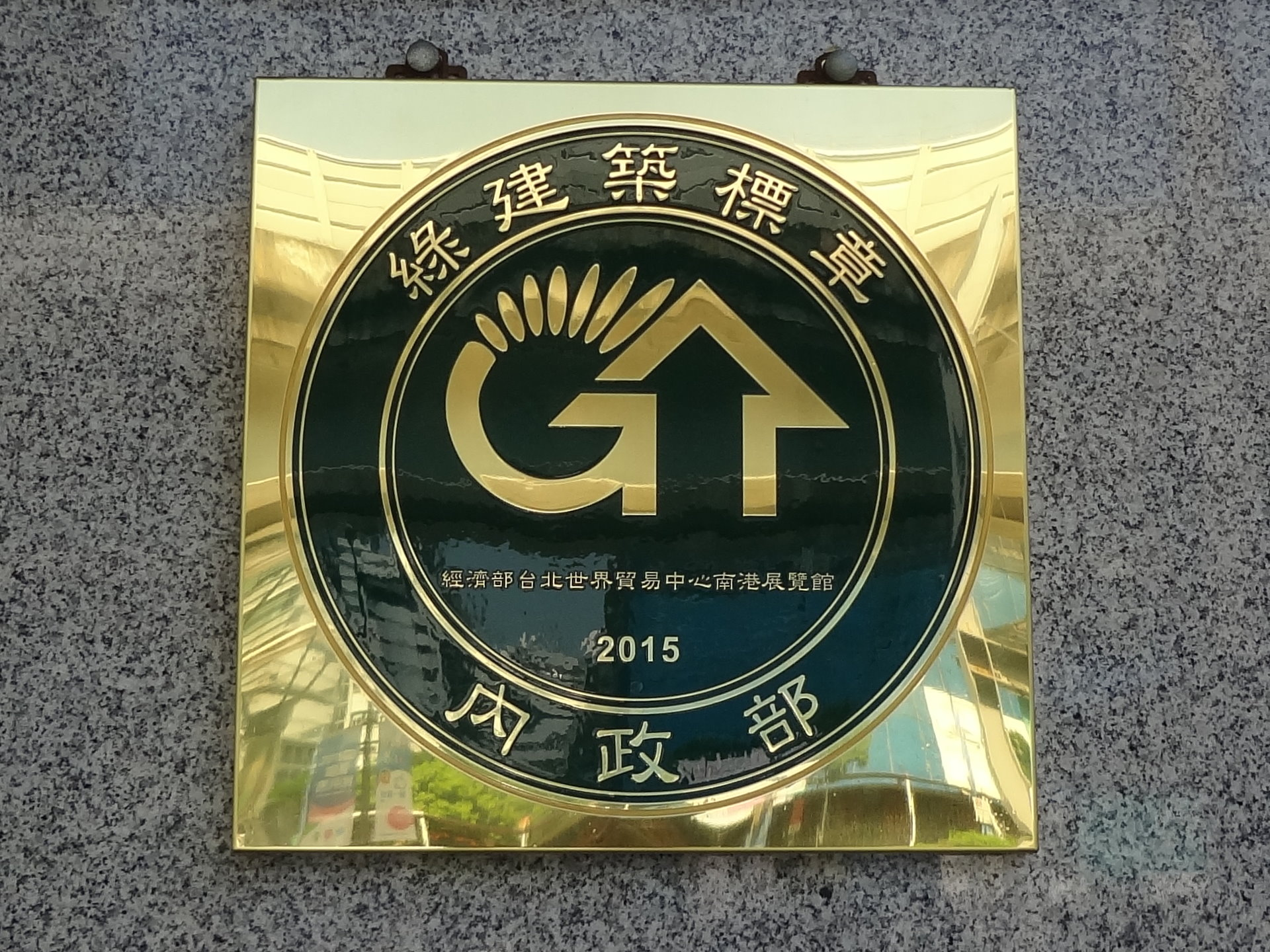
南港展覽館綠建築標章

南港展覽館為一雙層式展覽館，由台灣肥料公司南港廠拆除改建，力拓營造承包興建工程，基地面積約6萬平方公尺，建築面積約3萬5,600平方公尺，總樓地板面積約14萬4,000平方公尺，樓高40公尺，共有地上7層、地下2層。上下層展場總面積4萬6,175平方公尺，共可規劃2,624個標準攤位，為台北世界貿易中心展覽大樓一樓展場面積的兩倍大。上層展場屋頂跨距長達186公尺，全區無柱位，除可辦理展覽外，亦可作為多功能室內體育及大型演藝活動場所。展館西側大樓規劃為辦公、會議、餐飲及商店等多元化服務空間；東側則主要為機電設施空間。建造成本達新台幣35億9千萬元。

## 設施及服務特色

### 展覽場
共有上下兩個展廳，全區規劃溝槽，內可鋪設電線、網路、給水、排水、空氣壓縮等設施，管線不外露。上下展廳均可彈性分隔為3區，兩展廳間有直通電扶梯，便利訪客使用。館內亦設有非接觸式的自動化門禁管控系統、全館電訊交換機、無線寬頻上網、網路電話及區域網路服務，服務範圍便利普及，各展覽攤位、會議室、餐廳、門廳及各房間均可得到支援及服務。

### 一樓展場（一樓）
總面積23,167平方公尺，可容納1,314個3×3平方公尺的攤位，淨高9公尺，柱位跨距18公尺×18公尺，載重量每平方公尺5公噸。

### 雲端展場（四樓）

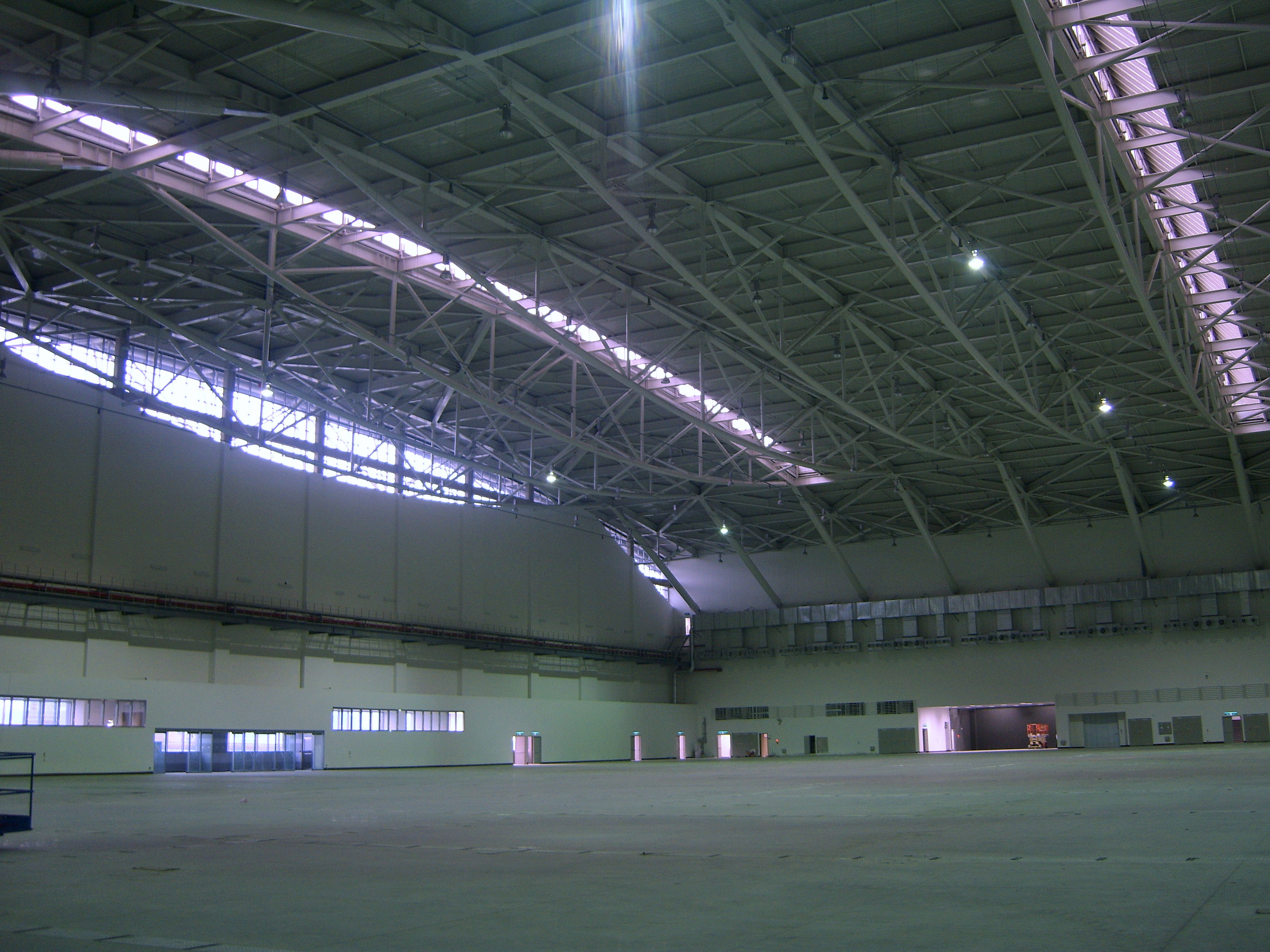
雲端展場全區無柱位

總面積23,008平方公尺，可容納1,314個攤位，淨高14.3公尺~27.3公尺，載重量每平方公尺2公噸。此展廳全區無柱位，跨距長達186公尺×126公尺，新穎氣派，除可辦理展覽外，亦可作為多功能室內體育及演藝活動場所；但因場地全平面且方正，演唱會效果頗差。

### 戶外展場
位於一樓展場西北側入口外之露天廣場，面積1,088平方公尺，載重量每平方公尺7公噸，此處可用來展示重型及超高展品，或辦理其他展覽活動。

### 會議室
多功能會議室分佈於三樓（1間）、四樓（4間）、五樓（8間）及六樓（2間）共15間，共可彈性隔為21間，可容納3,123人同時開會。其中一間為面積376平方公尺的階梯式會議室，可容納306人。其他7間會議室可視需要彈性調整使用空間，面積自102至505平方公尺不等，可安排84至561個座位。展館設有專業化的廣播、音控及視訊多媒體會議系統，使各類型的議事均能順利圓滿進行。

## 後續影響
除了大多數外貿協會的台灣國際專業展系列活動或其他業者辦理的國際級展覽，由原本在信義計畫區的世貿二館搬遷於此並擴大規模外，亦有部分內銷展覽曾經或轉移後固定於此展出。
台北國際電玩展曾於2013年在此展出，過往一度因為輿論因素於2014年起改回台北世貿一館展出，原預定2020年再度回歸的計畫因新冠病毒疫情問題暫時告吹。
2013年首辦的台北國際動漫節，受到展演二館的拆遷問題所影響，自2014年起改於此展出；其後，更帶動其他業者的中/大型半專業展覽或內銷展移行南港館的風潮，包含台灣生技月、台北寵物用品展等，也開始先後陸續跟進固定展覽地點為南港館。
因展廳的容納空間，大多數的演唱會都會在此舉行。但2015年，邦喬飛原定在此舉辦的演唱會，因為杜鵑颱風襲台而取消；而知名大型藝人演唱會超犀利趴也發生過類似的情形。

## 運動賽事
- 2008年國際自由車環台賽配合該館開幕而追加此分站，比賽繞行展館周邊道路。
- 2017年夏季世界大學生運動會的擊劍和體操比賽於本場館舉行。

## 外部連結
- 中華民國對外貿易發展協會（页面存档备份，存于）（中文）（英文）
- 臺北世界貿易中心（页面存档备份，存于）（中文）（英文）
- 台灣經貿網 （页面存档备份，存于）（中文）（英文）（日語）（简体中文）（俄文）（西班牙文）（葡萄牙文）（阿拉伯文）（印尼文）（越南文）（泰文）（德文）（法文）（土耳其文）
- 台北南港展覽館1館 （页面存档备份，存于）（中文）（英文）